# Punctozotroctes chemsaki
Punctozotroctes chemsaki är en skalbaggsart som beskrevs av Tavakilian och Néouze 2007. Punctozotroctes chemsaki ingår i släktet Punctozotroctes och familjen långhorningar. Inga underarter finns listade i Catalogue of Life.